# Torneio Internacional de Brasília de 2013
O Torneio Internacional de Futebol Feminino de 2013, mais conhecido como Torneio Internacional de Brasília, é a quinta edição da competição de seleções nacionais de futebol feminino, sendo organizado pela Confederação Brasileira de Futebol e Federação Brasiliense de Futebol.
Contou com as seleções do Brasil, Escócia, Canadá e Chile e foi disputado entre 12 e 22 de dezembro. Pela primeira vez desde a primeira disputa em 2009, o torneio foi disputado fora da cidade de São Paulo. A disputa ocorreu em Brasília.
O Brasil goleou o Chile por 5 a 0 na grande final e conquistou o título do torneio pela quarta vez. Campeã do torneio em 2010 o Canadá derrotou a Escócia por 1 a 0 no jogo preliminar e ficou com o terceiro lugar.

## Regulamento
Na primeira fase, as equipes jogam entre si, dentro do grupo em turno único, classificando-se para a próxima fase as duas equipes com o maior número de pontos ganhos no respectivo grupo.
Na fase final, a primeira e a segunda colocada do grupo 1 jogam uma partida única, sagrando-se campeã a equipe com o maior número de pontos ganhos, considerando-se os resultados obtidos exclusivamente nesta fase.
A terceira e a quarta colocadas do grupo jogam em partida única, sagrando-se terceira colocada do torneio a equipe com o maior número de pontos ganhos, considerando-se os resultados obtidos exclusivamente nesta fase.

### Critérios de desempate

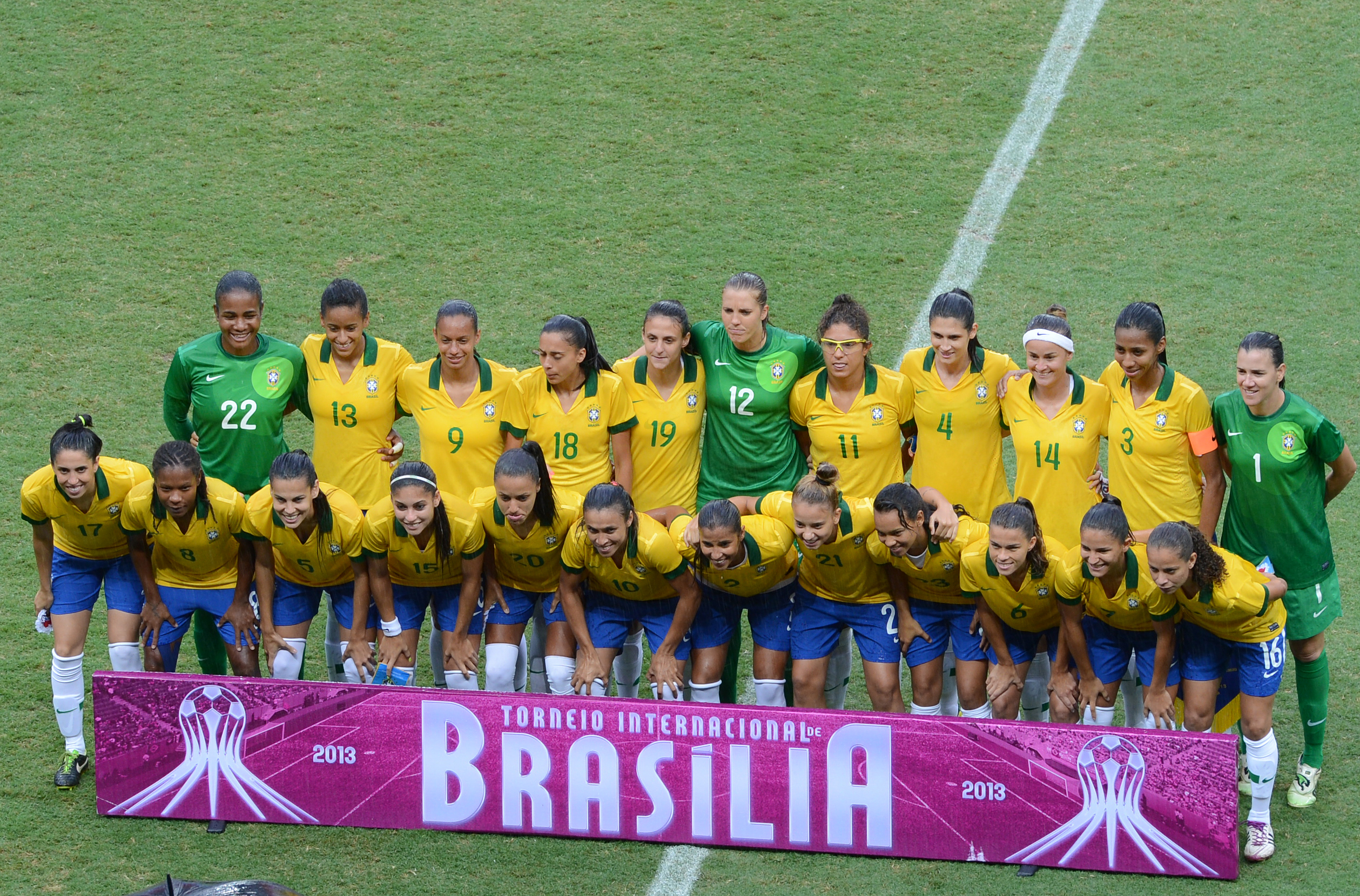
Seleção Brasileira, anfitriã e campeã do torneio.

Em caso de igualdade em pontos ganhos entre duas equipes, poderiam ser aplicados sucessivamente os seguintes critérios técnicos de desempate:
1. Maior número de vitórias;
2. Maior saldo de gols;
3. Maior número de gols marcados;
4. Menor número de cartões vermelhos;
5. Menor número de cartões amarelos;
6. Sorteio público.

## Equipes participantes
| Equipe  | Confederação | Títulos              |
| ------- | ------------ | -------------------- |
| Brasil  | CONMEBOL     | 3 (2009, 2011, 2012) |
| Escócia | UEFA         | —                    |
| Canadá  | CONCACAF     | 1 (2010)             |
| Chile   | CONMEBOL     | —                    |

## Primeira fase
| Pos. | Time    | Pts | J | V | E | D | GP | GC | SG |
| ---- | ------- | --- | - | - | - | - | -- | -- | -- |
| 1    | Brasil  | 7   | 3 | 2 | 1 | 0 | 5  | 1  | 4  |
| 2    | Chile   | 6   | 3 | 2 | 0 | 1 | 5  | 5  | 0  |
| 3    | Canadá  | 4   | 3 | 1 | 1 | 1 | 2  | 1  | 1  |
| 4    | Escócia | 0   | 3 | 0 | 0 | 3 | 4  | 9  | –5 |

### Rodada 1
| 12 de dezembro de 2013 | Canadá                 | 2 – 0     | Escócia | Estádio Mané Garrincha, Brasília          |
| 19:30                  | Leon 8' · Sinclair 57' | Relatório |         | Público: 8 372 Árbitro: BRA Wales Martins |

| 12 de dezembro de 2013 | Brasil                 | 2 – 0     | Chile | Estádio Mané Garrincha, Brasília           |
| 21:50                  | Marta 10' · Thaisa 32' | Relatório |       | Público: 8 371 Árbitro: BRA Rodrigo Raposo |

### Rodada 2
| 15 de dezembro de 2013 | Escócia    | 1 – 3     | Brasil                      | Estádio Mané Garrincha, Brasília           |
| 16:00                  | Lauder 74' | Relatório | Marta 26' · Débinha 34' 48' | Público: 3 257 Árbitro: BRA Ademário Neves |

| 15 de dezembro de 2013 | Chile    | 1 – 0     | Canadá | Estádio Mané Garrincha, Brasília          |
| 18:00                  | Aedo 38' | Relatório |        | Público: 3 254 Árbitro: BRA Rogério Bueno |

### Rodada 3
| 18 de dezembro de 2013 | Chile                                       | 4 – 3     | Escócia                            | Estádio Mané Garrincha, Brasília         |
| 19:30                  | Rojas 20' · Lara 58' · Araya 72' · Sáez 77' | Relatório | Ross 24' · Murray 40' · Crilly 82' | Público: 2 897 Árbitro: BRA Rafael Diniz |

| 18 de dezembro de 2013 | Brasil | 0 – 0     | Canadá | Estádio Mané Garrincha, Brasília             |
| 21:50                  |        | Relatório |        | Público: 2 895 Árbitro: BRA Vanderlei Soares |

## Segunda fase

### Disputa do terceiro lugar
| 22 de dezembro de 2013 | Canadá  | 1 – 0 | Escócia | Estádio Mané Garrincha, Brasília |
| 13:45                  | Schmidt |       |         | Árbitro: BRA Rafael Diniz        |

### Final
| 22 de dezembro de 2013 | Brasil                                                             | 5 – 0  | Chile | Estádio Mané Garrincha, Brasília |
| 16:00                  | Formiga 8' · Marta 41' · Darlene 56' · Cristiane 76' · Débinha 87' | Report |       | Árbitro: BRA Rodrigo Raposo      |

## Artilharia
| 3 gols (2) - BRA Débinha - BRA Marta 1 gol (16) - BRA Cristiane - BRA Darlene - BRA Formiga - BRA Thaisa | 1 gol (continuação) - CAN Adriana Leon - CAN Christine Sinclair - CAN Sophie Schmidt - CHI Camila Sáez - CHI Fernanda Araya - CHI Francisca Lara - CHI María José Rojas | 1 gol (continuação) - CHI Yanara Aedo - ESC Christie Murray - ESC Hayley Lauder - ESC Jane Ross - ESC Sarah Crilly |

## Premiação
| Torneio Internacional Futebol Feminino de 2013 |
| Brasil                                         |
| ---------------------------------------------- |
| BRASIL Campeão (4º título)                     |